# Paragryllodes fuscifrons
Paragryllodes fuscifrons är en insektsart som beskrevs av Lucien Chopard 1934. Paragryllodes fuscifrons ingår i släktet Paragryllodes och familjen syrsor. Inga underarter finns listade i Catalogue of Life.